# Sega Sports Pad
Sega Sports Pad, ou simplesmente Sports Pad, é um periférico criado pela Sega como um joystick alternativo para o seu console Master System. O Sega Sports Pad diferenciava-se do joystick padrão do Master System por possuir uma Trackball no lugar do direcional, oferecendo, assim, uma abordagem diferente aos jogos esportivos de seu console Master System.
Existem duas versões deste joystick - a versão norte-americana, que é maior e possui interruptores extras para permitir a sua utilização em jogos não-esportivos, e a variante japonesa, que é menor e não possui esse recurso. Devido à falta de suporte aos jogos, este periférico não vingou.

## Jogos Compatíveis
- Great Ice Hockey
- Sports Pad Football
- Sports Pad Soccer